# Gary Goetzman
Gary Goetzman (* 6. November 1952 in Los Angeles, Kalifornien) ist ein US-amerikanischer Filmproduzent und Schauspieler.

## Leben
Gary Goetzman begann seine Karriere beim Film als Kinderdarsteller in Los Angeles. Erste Rollen übernahm er ab Mitte der 1960er Jahre. So war er 1967 in Scheidung auf amerikanisch zu sehen. Ab den 1970er Jahren übernahm er vor allem kleinere Rollen; bis einschließlich 1993 war an fast 20 Produktionen beteiligt.
Er produzierte 1984 mit dem Konzertfilm Stop Making Sense von Jonathan Demme seinen ersten Film. Er gründete zusammen mit Tom Hanks die Produktionsfirma Playtone, mit welcher er fortan Filme produzierte. Sie lernten sich 1993 bei der Arbeit an Philadelphia kennen, wo Hanks die Hauptrolle spielte und Goetzman als Executive Producer mitwirkte.
Goetzman konnte bislang vier Mal den Emmy gewinnen, zuletzt 2012 für Game Change – Der Sarah-Palin-Effekt, an dem er als Ausführender Produzent beteiligt war.
2019 entwickelten Gary Goetzman und Tom Hanks als ausführende Produzenten die zwölfteilige Dokumentarfilm-Serie The Movies über die Geschichte des Hollywood-Kinofilms von den 1920er Jahren bis in die Gegenwart, in Zusammenarbeit mit dem Fernsehsender CNN.

## Filmografie (Auswahl)

### Produzent
- 1984: Stop Making Sense (Dokumentarfilm)
- 1986: Hummeln im Hintern (Modern Girls)
- 1990: Miami Blues
- 1993: Amos & Andrew – Zwei fast perfekte Chaoten (Amos & Andrew)
- 1995: Teufel in Blau (Devil in a Blue Dress)
- 1996: That Thing You Do!
- 1998: Menschenkind (Beloved)
- 2002: My Big Fat Greek Wedding – Hochzeit auf griechisch (My Big Fat Greek Wedding)
- 2004: Der Polarexpress (The Polar Express)
- 2006: Lucas, der Ameisenschreck (The Ant Bully)
- 2006: Starter for Ten
- 2007: Der Krieg des Charlie Wilson (Charlie Wilson’s War)
- 2008: Der große Buck Howard (The Great Buck Howard)
- 2008: Mamma Mia!
- 2008: City of Ember – Flucht aus der Dunkelheit (City of Ember)
- 2009: Wo die wilden Kerle wohnen (Where the Wild Things Are)
- 2011: Larry Crowne
- 2013: Parkland
- 2015: Ricki – Wie Familie so ist (Ricki and the Flash)
- 2016: My Big Fat Greek Wedding 2
- 2016: Ein Hologramm für den König (A Hologram for the King)
- 2017: The Circle
- 2017: The Secret Man (Mark Felt: The Man Who Brought Down the White House)
- 2018: Mamma Mia! Here We Go Again
- 2020: Greyhound – Schlacht im Atlantik (Greyhound)
- 2020: Neues aus der Welt (News of the World)
- 2022: Ein Mann namens Otto (A Man Called Otto)

### Schauspieler
- 1967: Scheidung auf amerikanisch (Divorce American Style)
- 1968: Deine, meine, unsere (Yours, Mine and Ours)
- 1979: Tödliche Umarmung (Last Embrace)
- 1986: Gefährliche Freundin (Something Wild)